# Arang Muhammad Khan
Erenk Khan, Erengh Khan o Arang Muhammad Khan fou kan de Khivà (1687-1691), fill i successor d'Anusha Khan que va deposar en un cop d'estat, i el va cegar i matar. La conspiració havia estat preparada per una sèrie d'amirs contraris a la guerra amb el Kanat de Bukharà i que havien estat instigats per agents de Subhan Kuli Khan, el kan d'aquest estat.
Però una vegada al poder Erengh o Erenk Khan es va desfer dels amirs vinculats a Bukharà. Subhan Kuli Khan pensava que amb la revolució a Khivà la guerra entre els dos estats que durava des de 1662 (i de fet ja hi havia hagut un primer xoc el 1655) s'havia acabat. Però Erenk (o Erengh) no pensava canviar la política, i s'havia servit de la conspiració per arribar abans al poder. Subhan Kuli considerant les seves espatlles cobertes, va enviar el seu exèrcit al Khurasan (vers 1688 o 1689), com havia promès als ambaixadors de l'emperador mogol Aurangzeb. L'exèrcit estava dirigit per Mahmud Jan (el governador delegat de Balkh), i va assolar la província fent molts presoners. La població més important capturada fou Bala Murghab; però llavors Erengh Khan va continuar la política paterna i va aprofitar l'absència de les tropes bukharianes per envair el kanat. Subhan Kuli va organitzar la defensa com va poder durant deu dies i va cridar a Mahmud Jan Atalik de Badakhxan en ajut; Mahmud Jan Atalik va arribar a temps i va derrotar els corasmis sota les muralles de Bukharà, i els va empaitar cap a Coràsmia.
El partit contrari a la guerra va agafar altre cop força i es va reorganitzar; el 1691 un nou cop d'estat estava preparat; Erenk o Erenk Khan fou enverinat i els amirs implicats van demanar a Subhan Kuli Khan la designació d'un kan, mentre la khutba i les monedes es ferien en el seu nom. El kan de Bukharà va designar Shah Niyaz Khan, que no era membre de la família arabshàhida.